# Иоанн (Тудорович)
Иоанн Тудорович (ум. после 1761) — игумен Шкловского Воскресенского монастыря Русской православной церкви. 
О мирской жизни Тудоровича сведений практически не сохранилось. В 1749 году он был строителем Борисовского монастыря Минской губернии и подвергался здесь постоянным преследованиям католиков. 
В 1753 году, состоя иеромонахом Шкловского Воскресенского монастыря, он был отправлен епископом Иеронимом Волчанским в Москву для сбора пожертвований. 
В 1756—1758 годах епископ Георгий Конисский посылал его в Санкт-Петербург хлопотать по делам епархии, крайне стесняемой и разоряемой латинянами. Его переписка с преосвященным Георгием и другие относящиеся к последнему посольству документы напечатаны в «Могилевских епархиальных ведомостях» в 1892 году. 
В январе 1761 года Иоанн Тудорович состоял игуменом шкловского монастыря; дальнейшая его судьба неизвестна.